# La Canonja
La Canonja és un municipi de la comarca del Tarragonès, situat a la vora del nucli tarragoní de Bonavista. El municipi compta amb una superfície de 7,32 quilòmetres quadrats, i dins el seu territori hi ha la gran majoria de les empreses petroquímiques de la zona.

## Història
La Canonja va ser un municipi independent fins al 1964, quan va ser afegit a Tarragona per decret del Consell de Ministres espanyol. El 1982 es va constituir com a entitat municipal descentralitzada, però sense incloure el barri de Bonavista, que abans de l'agregació era part del municipi canongí.
El Parlament de Catalunya aprovà el 15 d'abril de 2010 la creació del municipi de la Canonja. El procés per aconseguir la segregació sofrí un entrebanc, ja que segons la llei vigent era indispensable que hi hagués una distància mínima de 3.000 metres entre dos nuclis perquè un pogués constituir-se com a nucli independent. Per salvar aquesta dificultat se seguí el procediment d'una llei del Parlament. La segregació es va fer efectiva l'octubre del 2010.

## Geografia
- Llista de topònims de la Canonja (Orografia: muntanyes, serres, collades, indrets…; hidrografia: rius, fonts...; edificis: cases, masies, esglésies, etc.).

## Demografia
| 1991  | 1994  | 1995  | 1996  | 2001  | 2003  | 2005  | 2007  | 2011  | 2012  | 2014  |
| ----- | ----- | ----- | ----- | ----- | ----- | ----- | ----- | ----- | ----- | ----- |
| 4.359 | 4.359 | 4.359 | 4.402 | 4.251 | 4.592 | 4.744 | 4.991 | 5.693 | 5.723 | 5.807 |

## Política

### Eleccions municipals
Nombre de regidors per partit
| Junts  | -  | -  | 1  | 0  |  |  |  |  |  |  |  |  |  |  |
| PSC    | 9  | 10 | 9  | 10 |  |  |  |  |  |  |  |  |  |  |
| PP     | 1  | 1  | 0  | 0  |  |  |  |  |  |  |  |  |  |  |
| ERC    | 0  | 0  | 1  | 1  |  |  |  |  |  |  |  |  |  |  |
| ECP    | -  | -  | -  | 0  |  |  |  |  |  |  |  |  |  |  |
| CUP    | -  | 1  | 1  | 2  |  |  |  |  |  |  |  |  |  |  |
| VOX    | -  | -  | -  | 0  |  |  |  |  |  |  |  |  |  |  |
| C's    | -  | -  | 1  | 0  |  |  |  |  |  |  |  |  |  |  |
| CiU    | 3  | 1  | -  | -  |  |  |  |  |  |  |  |  |  |  |
| Altres | -  | -  | -  | -  |  |  |  |  |  |  |  |  |  |  |
| Total  | 13 | 13 | 13 | 13 |  |  |  |  |  |  |  |  |  |  |
|        |    |    |    |    |  |  |  |  |  |  |  |  |  |  |

## Cultura popular

### Seguici popular
La Canonja conta amb un seguici popular que ha anat creixent en els últims anys, esdevenint en un conjunt d'elements amb molt interès pels canongins i canongines, com també per la gent de fora. En aquest seguici hi destaca el Ball de Diables de la Canonja.

### Castells[calcitació]
Tot i no disposar de colla pròpia de la població, la Canonja ha vist com les colles de Tarragona alçaven els seus millors castells. La Colla Jove Xiquets de Tarragona hi actua ininterrompudament des de l'any 2000. S'hi tenen registrades actuacions castelleres des de l'any 1972, i el castell més gran que ha vist ha estat el 3 de 9 descarregat, de la mà de la Colla Jove, que el va fer el 14 d'agost de 2016 al carrer Raval d'aquesta població.

## Persones il·lustres
- Antoni Brosa i Vives (1896-1979), violinista